# Suoju
Suoju (en carélien : Šuoju, en finnois : Suoju, en russe : Шу́я, Šuja) est une municipalité rurale du raïon des rives de l'Onega en république de Carélie.

## Géographie
La municipalité rurale de Suoju est située le long du cours inférieur de la rivière Suojoki, à environ 18 km au nord de Petroskoi.
La municipalité de Suoju a une superficie de 235,4 km2.
Suoju est bordé au nord par Kentjärvi du raïon de Kontupohja, au nord-est par  Jänispelto, à l'est par Järventakuinen du raïon des rives de l'Onega, au sud-est par Petroskoi et Meliorativnyi, au sud par Uusi-Vilka, sud-ouest par Garnizonnoje et à l'ouest par Tchalna du raïon de Priaja.
La majeure partie de la zone est forestière.
Suoju est arrosée par les rivières Suojoki et Padas.
Ses lacs majeurs sont Ukšjärvi, Surmalahti (Surgubskoje), Kentjärvi, Lohmoijärvi et Urozero.

## Transports
Suoju est traversé par l'autoroute R21 qui relie Saint-Pétersbourg à Mourmansk et par la voie ferrée de Mourmansk.
L'aéroport de Petrozavodsk est a l'est de la municipalité.

## Démographie
Recensements (*) ou estimations de la population
| 1959  | 1970  | 1979  | 1989  |
| ----- | ----- | ----- | ----- |
| 3 301 | 4 183 | 4 601 | 3 594 |

| 2009  | 2010  | 2013  | - |
| ----- | ----- | ----- | - |
| 3 379 | 3 139 | 3 290 | - |